# Французский роман
«Французский роман» (фр. Un roman français) — автобиографический роман французского писателя Фредерика Бегбедера, опубликованный в 2009 году (в русском переводе — в 2010 г.). 
Роман стал лауреатом премии «Ренодо» в 2009 г.

## Краткое содержание
Фредерика Бегбедера задерживает полиция за употребление кокаина в общественном месте и помещает его в камеру предварительного заключения в комиссариате 8-го округа Парижа. Мучаясь ночью в камере, он обещает себе написать книгу, для чего пытается вспомнить своё забытое детство. Несмотря на то, что сделать это непросто, ему удаётся восстановить в памяти историю своей семьи, встречу своих родителей в Гетари (Страна Басков), откуда происходит его род, скорый развод родителей после нескольких лет совместной жизни в Нейи-сюр-Сен, свою жизнь со старшим братом Шарлем Бегбедером, которому он себя противопоставляет, но которого любит, свои детские годы то в доме матери, где он проводит большую часть времени, то у отца, где он встречает представителей парижской богемы 1970-х годов.
После того, как его заключение по решению прокурора продлевают ещё на одну ночь, его конвоируют в тюрьму парижской префектуры, бесчеловечные условия содержания людей в которой вызывают его негодование, оттого более сильное, что происходит всё в самом сердце Парижа, в колыбели Франции. Чувство страха способствует тому, что герой переосмысливает собственную жизнь и выходит из тюрьмы другим, обретшим утраченное детство.

## Награды
- Премия «Ренодо» 2009 г.